# Окунева-Ластовка, Галина Трофимовна
Гали́на Трофи́мовна О́кунева-Ла́стовка (1 января 1947, д. Семенсола, Сернурский район, Марийская АССР, СССР) — советская и российская оперная певица (меццо-сопрано), педагог. Солистка-вокалистка Татарской государственной филармонии им. Г. Тукая (1973—1980), ведущая солистка Татарского театра оперы и балета им. М. Джалиля (1980—2008). Профессор Казанской государственной консерватории (2003). Заслуженная артистка Российской Федерации (1998). Народная артистка Татарской АССР (1987), народная артистка Республики Марий Эл (1994). Член Высшей международной лиги певцов (Нью-Йорк).

## Биография
Родилась 1 января 1947 года в д. Семенсола ныне Сернурского района Марий Эл в многодетной семье крестьянина-фронтовика, вскоре умершего из-за контузии. В 1968 году окончила дирижёрско-хоровое и вокальное отделения Йошкар-Олинского музыкального училища, в 1973 году — Казанскую государственную консерваторию. Консерваторию Г. Ластовка заканчивает в классе С. Н. Жигановой. В 1976 году окончила аспирантуру при Казанской государственной консерватории.
Солистка-вокалистка музыкально-литературного лектория Татарской государственной филармонии им. Г. Тукая (1973—1980), ведущая солистка Татарского театра оперы и балета им. М. Джалиля (1980—2008).
Г. Ластовка является педагогом кафедры сольного пения Казанской государственной консерватории (1995—2001), доцент (2001—2003), профессор (2003). Одним из её учеников является мировая звезда оперной сцены М. Казаков.

## Творческая деятельность
Широко признана примой оперной сцены. Исполнила более 30 партий, в том числе Любаша («Царская невеста», Н. Римский-Корсаков), Кармен («Кармен», Ж. Бизе), Марина Мнишек («Борис Годунов», М. Мусоргский), Кончаковна («Князь Игорь», А. Бородин), Амнерис («Аида», Д. Верди), Графиня («Пиковая дама», П. Чайковский) и др., а также сочинения композиторов-классиков, русские, марийские, татарские народные песни. В репертуар певицы входят лучшие образцы мировой камерной музыки — от сложнейших технически сочинений Баха, Генделя, Рахманинова, Даргомыжского, Чайковского, Шапорина, Свиридова до народных песен. Триумфальный успех принесли Г. Ластовке партии Кармен, Графини («Пиковая дама»), Тугзак («Алтынчеч» Н. Жиганова), которую она блестяще исполняла на татарском языке.
С концертными программами побывала в разных регионах и городах России, до сих пор часто выступает с концертами в родной Республике Марий Эл. Член жюри фестиваля «Молодые таланты Марий Эл». В разные годы гастролировала по Америке, Германии, Голландии, Австрии, Турции, Франции, Бельгии, Греции, Австралии и других странах мира. Является членом Высшей международной лиги певцов (Нью-Йорк).
В своё время пела на большой сцене с такими певцами как И. Архипова, З. Соткилава, Л. Казарновская, В. Пьявко, М. Биешу, Ю. Марусин, Н. Терентьева, Э. Пелагейченко, Л. Сметанников, А. Ведерников и другие.

## Звания и награды
- Заслуженная артистка Российской Федерации (1998)[7]
- Народная артистка Татарской АССР (1987)[7]
- Народная артистка Республики Марий Эл (1994)[7]
- Профессор (2003)[7]
- Благодарственное письмо Президента Республики Татарстан[3]